# Gilbert Cours-Darne
Pour les articles homonymes, voir Cours et Darne.
Gilbert Cours-Darne (né à La Romieu en 1909 et mort en 2001) est un ingénieur agronome français, botaniste et explorateur, spécialiste des forêts de Madagascar. C'est le fondateur de l'arboretum à l'origine des Jardins de Coursiana à La Romieu, dans le sud ouest de la France, qui ont obtenu en 2005 le label « Jardin remarquable ».

## Carrière
Gilbert Cours a une formation d'ingénieur en agronomie tropicale. Il travaille à Madagascar de 1931 à 1961 où il découvre de nombreuses espèces en compagnie de Henri Jean Humbert avec lequel il publie en 1965 la « Carte de la végétation de Madagascar ». Inspecteur général de l'Office de la recherche scientifique et technique outre-mer, chargé de l'organisation de la recherche agronomique dans le monde tropical, il s'intéresse aussi à l'amélioration du manioc et du riz. Grand voyageur, il est envoyé également en mission en Afrique, en Équateur, en Asie centrale. Il constitue ainsi à partir de 1937 un herbier de près de 6000 échantillons qui ira enrichir les collections du Muséum national d'histoire naturelle à Paris,.
Spécialiste des forêts, Gilbert Cours-Darne entreprend de planter un arboretum dans sa propriété de La Romieu dans le département du Gers à partir de 1974. Quand Véronique et Arnaud Delannoy reprennent la propriété en 1992, quelque 300 espèces différentes sont plantées sur une superficie de 4 ha.

## Œuvres
- Gilbert Cours-Darne, Le manioc à Madagascar, P. André, 1951, 199 p.
- Henri Humbert, Gilbert Cours Darne, Henri Besairie, François Blasco, Pierre Legris, J Riquier et Henri Gaussen, Notice de la carte Madagascar, coll. « Travaux de la section scientifique et technique de l'Institut français de Pondichéry » (no Hors série 6), 1965, iv, 162
- Gilbert Cours-Darne, « Improving Cassava in Africa », dans M. G. C. McDonald Dow (rédact.), Conference on Agricultural Research Priorities for Economic Development in Africa. Volume 2, Contributed papers : soil and water management: crop production and protection, 1986 (lire en ligne), p. 330-339.

## Hommages
En 1995, l'Académie d'agriculture de France remet à l'honneur la médaille Olivier de Serres et l'attribue à Gilbert Cours-Darne pour son œuvre botanique et paysagère.
Le genre Coursiana (Rubiaceae) et une quarantaine d'espèces dans différentes familles, parmi lesquelles Begonia coursii et Vanilla coursii, ou encore Impatiens coursiana et Diospyros coursiana, perpétuent son nom.

## Sources
- Claire Fournier, « Jardin botanique dit les Jardins de Coursiana », sur patrimoines. occitanie .fr, 2009 (consulté le 17 janvier 2018).
- Véronique Delannoy, « Tilleuls : de la pérennité d'une collection », sur jardinsdefrance.org, [2014?] (consulté le 17 janvier 2018).